# スパイ交換

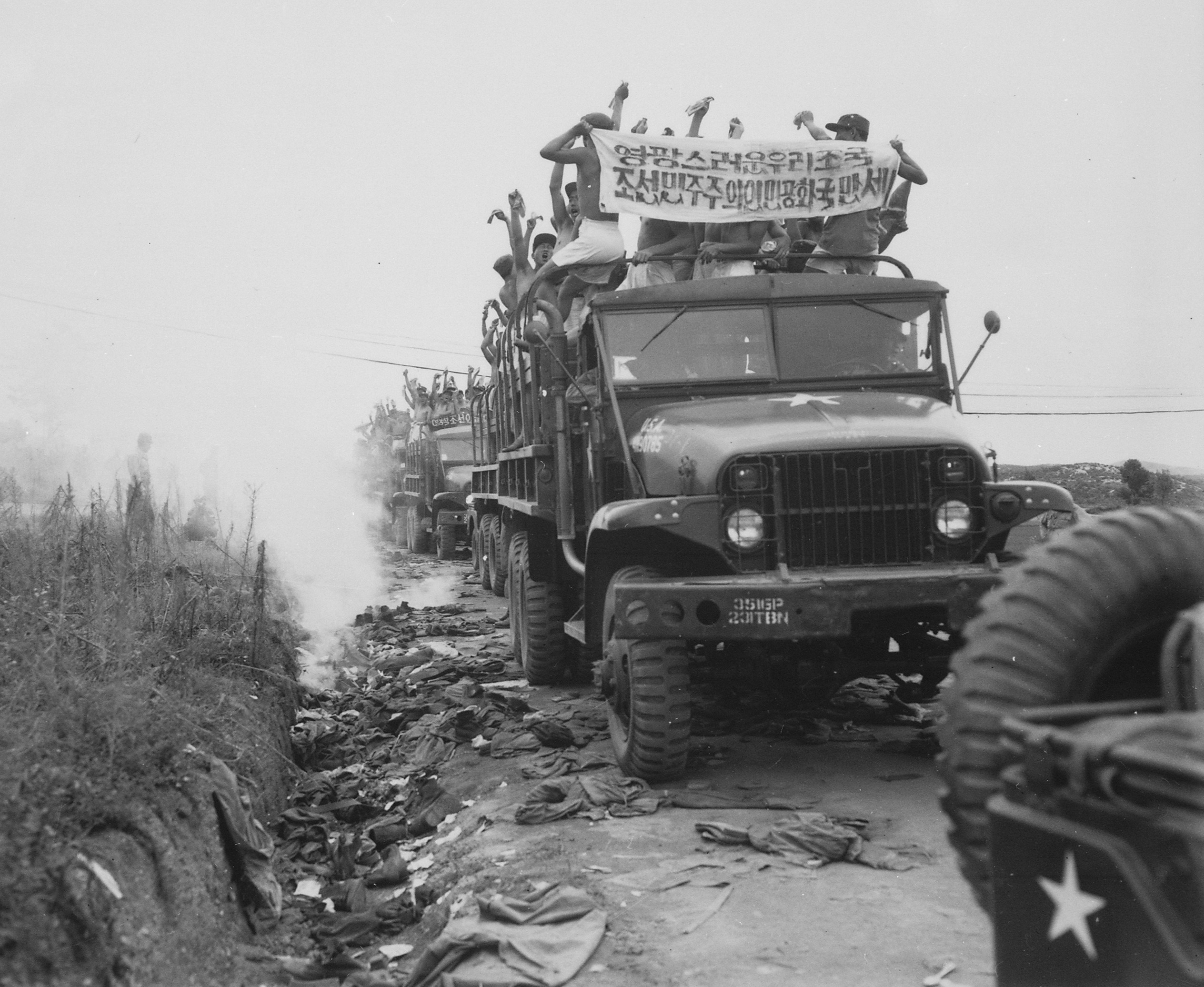
朝鮮戦争中、米国当局によって北朝鮮へ送還される北朝鮮の捕虜。

スパイ交換（英: prisoner exchange, prisoner swap）とは、紛争当事者間で行われる取り決めの一つで、捕虜、スパイ、人質などの囚人を互いに解放する行為を指す。場合によっては、死亡した者の遺体が交換の対象となることもある。